# Calycina turgidella
Calycina turgidella är en svampart som först beskrevs av Petter Adolf Karsten, och fick sitt nu gällande namn av Van Vooren 2005. Calycina turgidella ingår i släktet Calycina och familjen Hyaloscyphaceae.   Inga underarter finns listade i Catalogue of Life.